# Die Mutter (1958)
Die Mutter ist die 1958 geschaffene Aufzeichnung des DEFA-Studios für Wochenschau und Dokumentarfilm einer Inszenierung von Bertolt Brecht am Berliner Ensemble frei nach Motiven des gleichnamigen Romans von Maxim Gorki aus dem Jahr 1907.

## Handlung
Am Rande einer ärmlichen Industrievorstadt versucht eine kommunistische Gruppe einen Streik zu organisieren. In ihrer Fabrik beabsichtigt der Unternehmer die Löhne um eine Kopeke zu kürzen. Dieser Gruppe hat sich auch Pawel, der Sohn der Arbeiterwitwe Pelagea Wlassowa, angeschlossen. Bei einem geheimen nächtlichen Treffen in der Küche der Wlassowa beschließt die Gruppe, dass Pawel die verbotenen Flugblätter in die Fabrik schmuggeln soll. Es muss auf jeden Fall einer machen, um den Verteiler vom letzten Tag, der dabei verhaftet wurde, zu entlasten, denn es tauchen ja erneut welche auf. Die Mutter versucht vergeblich, Pawel die Sympathie für die marxistische Gruppe auszureden. Da die Gruppe bereits über einen längeren Zeitraum beobachtet wurde, dringt während der Beratung plötzlich die Polizei ein, und führt eine Hausdurchsuchung durch. Die schnell versteckten Flugblätter werden jedoch nicht gefunden. Weil die Polizei bei der Durchsuchung äußerst brutal vorgeht, entscheidet sich die Mutter, ihren Sohn zu beschützen und Pawels Aufgabe zu übernehmen. Am nächsten Tag verteilt sie an seiner statt die Flugblätter, die zum Streik gegen die Lohnkürzung aufrufen.
Die Demonstration zum Ersten Mai wird zum Wendepunkt im Leben der Mutter. Hat sie bislang geglaubt, dass die zaristische Polizei sich gesetzestreu verhält und nicht gegen friedliche Demonstranten vorgeht, so wird sie nun eines Besseren belehrt. Als der Träger der roten Fahne erschossen wird, ist sie es, die die Fahne weiter trägt. Pawel wird verhaftet und die Mutter wird von dem Arbeiter Semjon Lapkin bei dessen Bruder Fjodor, einem antikommunistischen Lehrer, versteckt. Die Mutter gerät immer stärker unter den kommunistischen Einfluss und engagiert sich immer mehr für die Partei. Sie lernt, gemeinsam mit mehreren Nachbarn, sogar lesen und schreiben. Durch den Einfluss der Freunde Pelageas, wandelt sich auch der Lehrer langsam zu einem Kommunisten. Bei den Unruhen der Bauern- und Arbeiteraufstände im Herbst 1905 setzt sich die Mutter engagiert an die Spitze, um Bauern und Arbeiter zu vereinen. Selbst einem Gutsfleischer erschließt sich bei ihren Argumenten die Wahrheit und er wird ein Kommunist.
Pawel flieht aus dem Gefängnis und besucht seine Mutter. Sie wird ihn das letzte Mal sehen. Da sie das aber nicht weiß, ist ihr das Drucken von Flugblättern viel wichtiger, als ihm eine Scheibe Brot abzuschneiden. Kurz darauf sind auch schon die Genossen da, die Pawel auf seiner Flucht weiterbegleiten wollen. Wegen der Teilnahme an einem Aufstand wird Pawel zum Tode verurteilt und hingerichtet. Hieran zerbricht die Mutter. Der drohende Krieg treibt sie jedoch noch mal an. Für die Bolschewiki geht sie gegen den Krieg auf die Straße und versucht die Unvernunft des Krieges zu enthüllen. Für ihre aktive Mitarbeit erhält sie sogar das Mitgliedsbuch der Sozialdemokratischen Arbeiterpartei Russlands (Bolschewiki). Im Oktober 1917 ist der Zar entmachtet. Die russischen Proletarier haben das Sagen.

## Produktion
Bertolt Brecht schrieb das Stück nach einem Entwurf von Günther Stark und Günther Weisenborn sowie unter Mitarbeit von Slatan Dudow und Hanns Eisler. Die Inszenierung von Bertolt Brecht stammt aus dem Jahr 1951. Die Neueinstudierung 1958 besorgte, wie 1954 bei der ersten Wiederaufnahme des Stückes, Manfred Wekwerth. Die Fotoprojektionen wurden von den Brüdern Wieland Herzfelde und John Heartfield gestaltet. Die Kamera nahm feststehend, vom Parkett aus das Bühnengeschehen mit Totalbildeinstellung auf.
Die Dokumentarverfilmung der Inszenierung zeigten das Berliner Ensemble und der VEB DEFA-Studio für Wochenschau und Dokumentarfilm gemeinsam erstmals zum 40. Jahrestag der Novemberrevolution am 9. November 1958 im Berliner Kino Colosseum.

## Kritik
ypsi befand nach der Wiederaufnahme des Stückes 1951 in der christlichen Tageszeitung Neue Zeit, dass man jetzt noch die vielfach als abstoßend empfundene Kondolenz-Szene bei der Mutter, nach der Hinrichtung ihres Sohnes, streichen sollte. „Die da auftretenden Vertreterinnen des christlichen Glaubens sind in keiner Weise typisch für die christliche Geisteswelt überhaupt. In diesem Stück aber sind sie die einzigen Wortführer der christlichen Weltanschauung, die somit nur in polemischer Verzerrung in Erscheinung tritt. Das Frauengekeife um den Besitz der Bibel ist widerlich. Brecht will damit die Scheinheiligkeit anprangern, aber wohl alle Christen unter den Zuschauern fühlen, dass durch diese ganze Szene die christliche Weltschau nicht bloß kritisiert oder verneint, sondern verächtlich gemacht wird. Will Brecht das auch? Wir bezweifeln es.“ André Müller bezeichnete das Stück in der Monatszeitschrift Theater der Zeit als Konserve, die zwar für die Theaterwissenschaft bedeutsam, aber als Spielfilm ungeeignet sei.